# 杜河畔圣皮埃尔
杜河畔圣皮埃尔（法語：Saint-Pierre-sur-Doux，法語發音：[sɛ̃ pjɛʁ syʁ du]）是法国阿尔代什省的一个市镇，属于罗讷河畔图尔农区。

## 地理
杜河畔圣皮埃尔（45°7'14"N, 4°27'52"E）面积21.19 平方千米，位于法国奥弗涅-罗讷-阿尔卑斯大区阿尔代什省，该省份为法国东南部内陆省份，北起顺时针与卢瓦尔省、伊泽尔省、德龙省、沃克吕兹省、加尔省、洛泽尔省和上盧瓦爾省接壤。
与杜河畔圣皮埃尔接壤的市镇（或旧市镇、城区）包括：拉卢韦斯克、罗什波勒、维瓦赖地区圣安德烈、圣于连沃康斯、圣桑福里安德马安、圣博内勒弗鲁瓦。

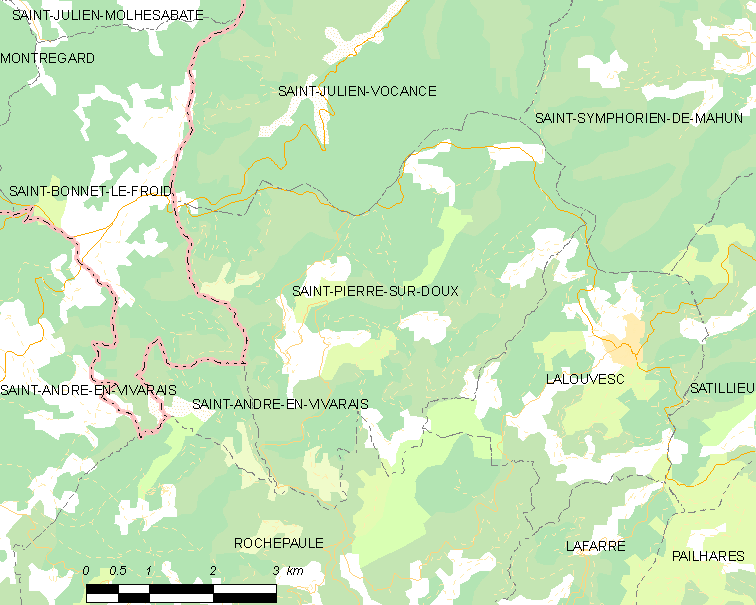
杜河畔圣皮埃尔的OSM定位图

杜河畔圣皮埃尔的时区为UTC+01:00、UTC+02:00（夏令时）。

## 行政
杜河畔圣皮埃尔的邮政编码为07520，INSEE市镇编码为07285。

## 政治
杜河畔圣皮埃尔所属的省级选区为上维瓦赖县。

## 人口

1962-2008年间杜河畔圣皮埃尔人口变化图示

杜河畔圣皮埃尔于2022年1月1日时的人口数量为110人。